# Ploëzal
Ploëzal (en bretó Pleuzal) és un municipi francès, situat a la regió de Bretanya, al departament de Costes del Nord. L'any 1999 tenia 1.190 habitants.

## Demografia
| 1962                                       | 1968  | 1975  | 1982  | 1990  | 1999  |
| ------------------------------------------ | ----- | ----- | ----- | ----- | ----- |
| 1.576                                      | 1.458 | 1.445 | 1.301 | 1.232 | 1.190 |
| Des de 1962: població sense dobles comptes |       |       |       |       |       |

## Administració
| Període   | Identitat       | Partit |
| --------- | --------------- | ------ |
| 1989-1995 | Henry Le Roux   | PS     |
| 1995-2001 | Lucien François | PS     |
| 2001-     | Guy Connan      | UMP    |